# 스티브 오닐
스티븐 프랜시스 ("스티브") 오닐(Stephen Francis ("Steve") O'Neill, 1891년 7월 6일 ~ 1962년 1월 26일)은 전 미국의 프로 야구 선수로 포수로서 메이저 리그 베이스볼에서 활약하였으며, 대부분 클리블랜드 인디언스와 함께 보냈다. 감독으로서 1945년 디트로이트 타이거스를 월드 시리즈 우승으로 이끌었다.

## 어린 시절
펜실베이니아주 미누카(현재의 스크랜턴)에서 아일랜드 이민자 마이클 오닐과 메리 조이스 사이에 태어난 오닐은 메이저 리그에서 활약하면서 탄광에서 일생을 탈출한 4형제들 중의 하나였다.

## 경력

### 선수 경력
오닐 가족의 주목할 만할 가족원들은 내셔널 리그에서 포수였던 잭(1902~06), 내셔널 리그에서 오른손 잡이 투수 마이크(1901~04, 1907)와 아메리칸 리그 워싱턴 세너터스와 내야수로 활약한 짐(1920, 1923)이었다. 야구 역사가 윌리엄 C. 카샤터스는 마이클과 잭 오닐이 "메이저 리그 역사상 처음으로 형제 배터리"가 될 것이라고 알아챘다. 오닐 형제는 "반대하는 코치들을 속이는 순서에서 게일어로 자신들의 신호를 교환"하기로 알려졌다.
후에 스티브 오닐의 딸 둘은 프로 야구 선수들과 결혼하였는 데, 그 중의 하나는 오닐 아래서 1939년 마이너 리그에서, 그리고 오닐이 타이거스의 감독을 맡을 때 1945년부터 1947년까지 활약한 스키터 웹이었다.
오닐은 자신의 형제들 중에 가장 성공적인 선수 경력을 가져 아메리칸 리그에서 17년간 포수를 맡았다. 그는 클리블랜드 냅스/인디언스(1911~23), 보스턴 레드삭스(1924), 뉴욕 양키스(1925)와 세인트루이스 브라운스(1927~28)와 활약하였다. 그의 선수 경력은 자동차 사고에서 당한 부상에 의하여 축소되자, 오닐은 1586개의 경기들에서 .263의 타구 평균을 수집하고 1920년 자신의 단 하나의 월드 시리즈 출연에서 인디언스를 위한 포수로서 7개의 경기들에서 .333점을 안타하였다.

### 감독 경력
자신의 선수 경력이 끝나자, 오닐은 마이너 리그에서 감독으로 전향하여, 후에 명예의 전당에 헌액된 이들이 포함된 재능있는 젊은 선수들을 양성하기로 평판을 얻었다. 그는 토론토 메이플리프스(1929~31), 털리도 머드헨스(1933~34), 버펄로 바이슨스(1938~40)와 보먼트 엑스포터스(1942)를 감독하였다.
4개의 팀들 - 인디언스(1935~37), 타이거스(1943~48), 레드삭스(1950~51)와 필라델피아 필리스(1952~54)와 함께 빅 리그의 감독으로서 오닐은 전혀 패배 기록을 가지지 않았다. 그의 타이거스는 1945년의 월드 시리즈에서 시카고 컵스를 꺾고 우승하였으며, 오닐은 가끔 미드시즌에 상연 아래의 팀들을 전회하기로 알려졌다. 14개의 시즌들에 걸쳐 그의 경력 우승휼은 건장한 .559(1040 승 821 패)였다.
그는 또한 인디언스, 타이거스, 레드삭스를 위하여 코치를 지내기도 하였다. 오닐의 지도 아래 이익을 얻은 전설적 선수들은 루 부드로, 밥 펠러, 할 뉴하우저와 로빈 로버츠를 포함한다. 오닐은 국제 리그 명예의 전당에 헌액되었고, 또한 클리블랜드 인디언스의 명예의 전당의 개막 일원이기도 하였다.
70세의 나이로 클리블랜드에서 심근 경색으로 사망하였다.